# Bereznikí
Bereznikí (en ruso: Березники) es una ciudad en el krai de Perm (Rusia), a orillas del río Kama y sobre los montes Urales. Es la segunda ciudad más grande del krai. El nombre Bereznikí deriva de un bosque de abedules que estaba originalmente situado en el emplazamiento de la ciudad.

## Historia

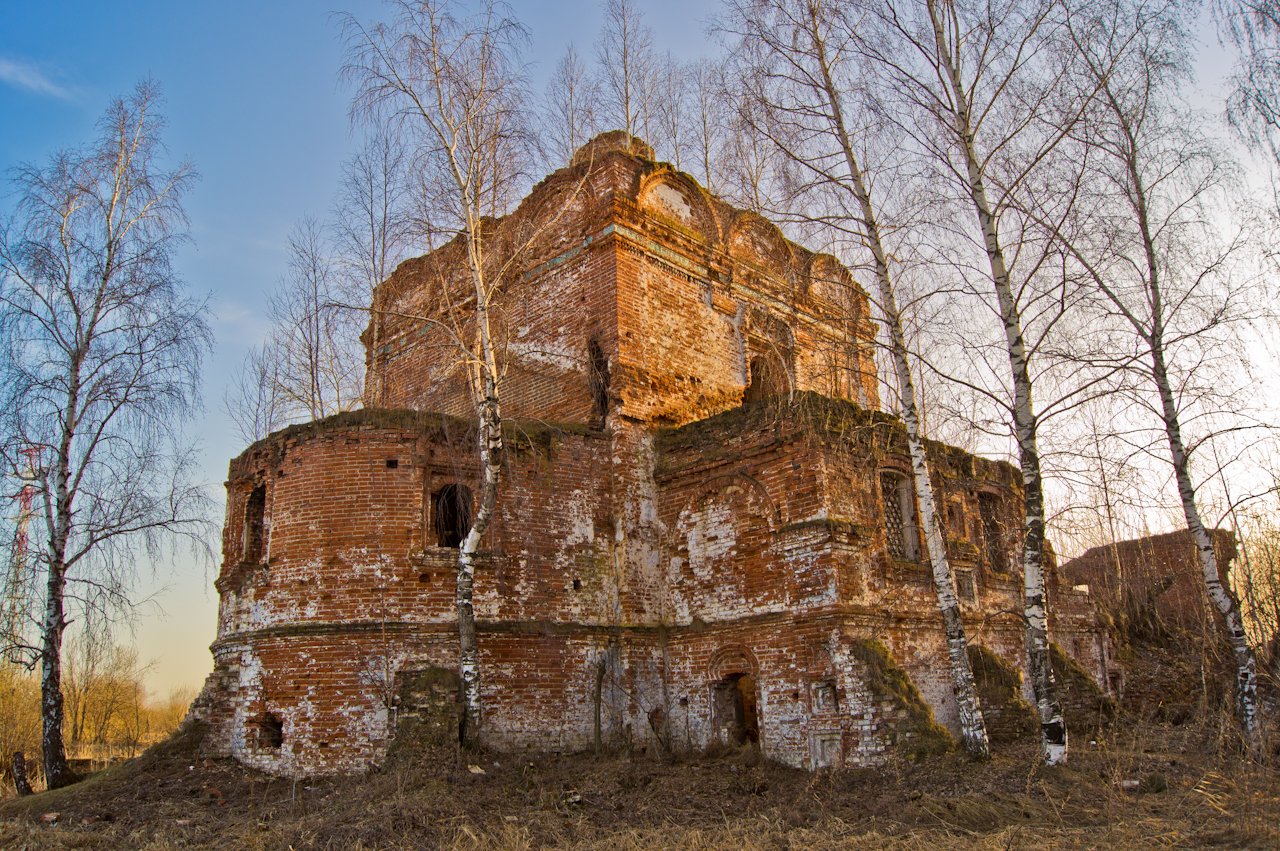
Iglesia de la Trinidad

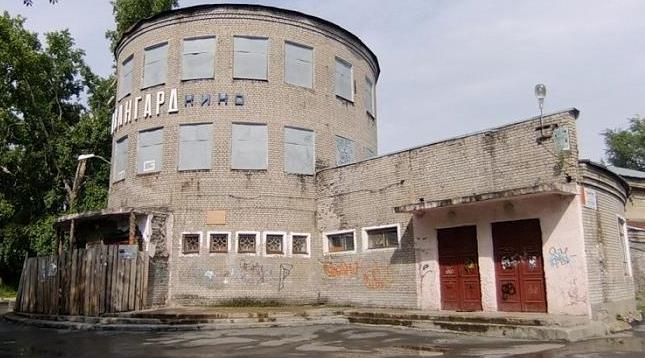
Cine Avangard

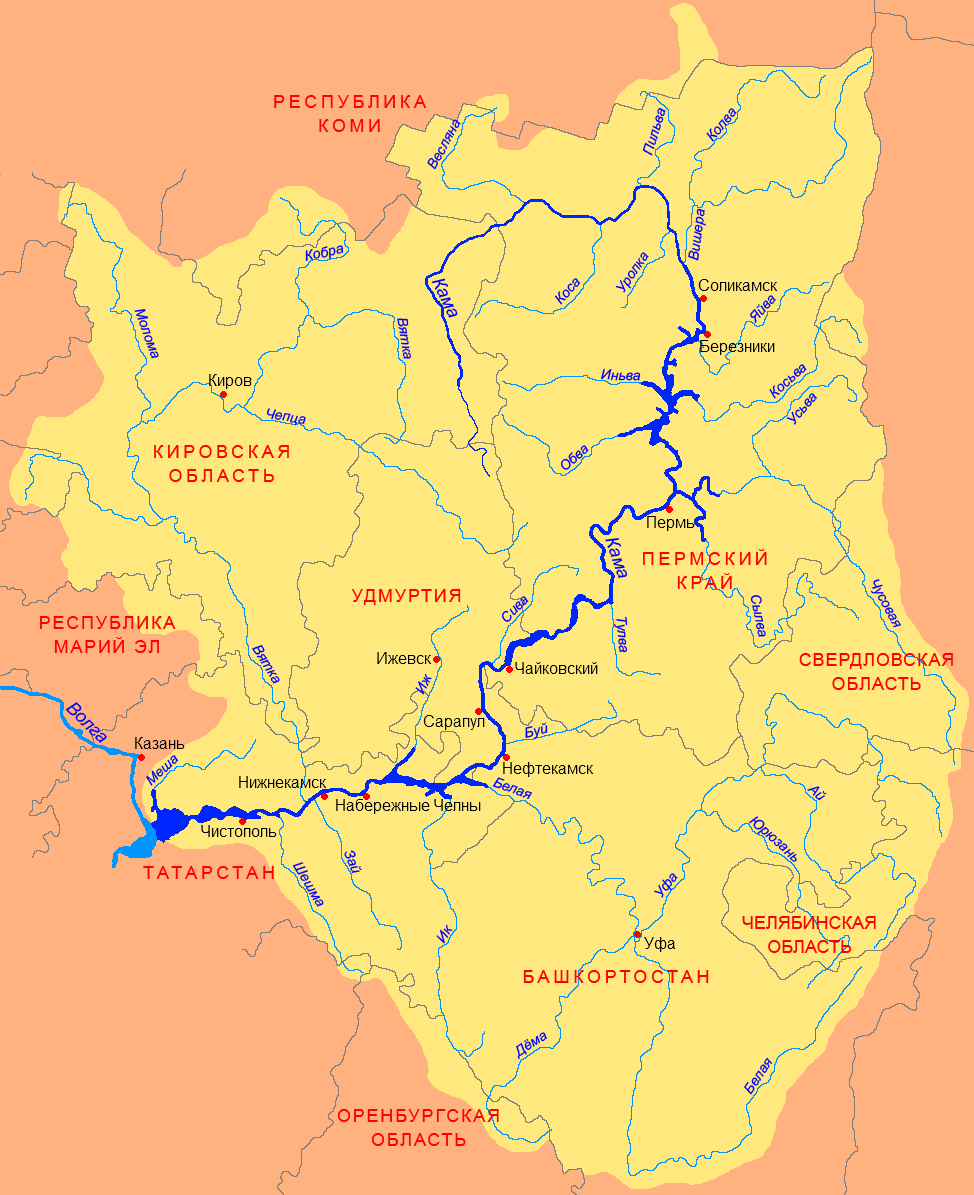
Mapa en ruso del río Kama —afluente del Volga— en el que está en su curso alto Berezniki (Березники)

Fue fundada en 1932 con la expansión industrial de la Unión Soviética bajo Iósif Stalin. Tras la desintegración de la Unión Soviética en 1991, la población de la ciudad cayó de 220.000 a 190.000 debido al creciente desempleo. De todos modos, la ciudad fue capaz de mantener operativas sus principales industrias —plantas químicas, fábricas de titanio y sodio así como varias grandes minas de potasio, magnesio y potasa—. Se creó, al igual que en Solikamsk, a 26 km, un gulag.
Pese a estar duramente contaminado debido a la acción de las plantas industriales, el medio natural alrededor de la ciudad es bonito y único por diferentes razones. Es común que los animales crucen por las calles en las afueras de la ciudad. Los bosques y lagos son todavía limpios y tranquilos. Numerosos amantes de la naturaleza de todas partes de Rusia acuden aquí para hacer senderismo y expediciones. Bereznikí tiene un teatro y un museo de historia regional.
El presidente Borís Yeltsin fue educado en la escuela Pushkin de esta localidad.

## Demografía
| 1939   | 1959    | 1970    | 1979    | 1989    | 2002    | 2008    |
| ------ | ------- | ------- | ------- | ------- | ------- | ------- |
| 50 600 | 106 000 | 146 000 | 185 400 | 201 200 | 173 077 | 165 950 |

## Economía
El 28 de agosto de 2006, la revista «Komersant-Dengi» publicó una lista con las trescientas mayores empresas rusas. Cita a Uralkali, ubica en Bereznikí, con una capitalización de $3,128.2 millones y en el puesto 26 de la lista. Esta compañía es la de mayor capitalización entre las empresas químicas rusas y la mayor de las del krai de Perm.
Bereznikí cuenta con el aeropuerto de Bereznikí, a nueve kilómetros al sudeste de Solikamsk que principalmente tiene tráfico de helicópteros.
En 2007 Bereznikí saltó a los noticiarios cuando una gran dolina se abrió en las minas de potasa. Se espera que la dolina se expanda, afectando así a la única vía de ferrocarril que conecta con las minas. Bereznikí produce alrededor del 10% de la potasa mundial, y este daño podría significar que la demanda global se dirija hacia Canadá, lo que podría afectar muy significativamente a la economía local. No hay que lamentar víctimas de cuando apareció la dolina.

## Nacidos en Bereznikí
- Stanislav Govorujin (1936), Director de cine y político.